# Copa Santa Catarina de 2020
A Copa Santa Catarina de 2020 foi a décima nona edição desta competição futebolística organizada pela Federação Catarinense de Futebol (FCF). Ela foi disputada por seis equipes entre os dias 13 de janeiro de 2021 e 7 de fevereiro de 2021.
Curiosamente, os dois finalistas desta edição estrearam no dia 13 de janeiro. O Joinville obteve a segunda colocação na fase inicial, enquanto o Concórdia ficou com a quarta e última vaga de classificação. Os clubes prosseguiram eliminando Juventus de Jaraguá e Marcílio Dias, respectivamente. O Joinville venceu a decisão na disputa por pênaltis e conquistou o seu quinto título na história desta competição.
O feito também garantiu ao Joinville o direito de disputar a Recopa Catarinense contra a Chapecoense, detentora do título do Campeonato Catarinense. Esta competição, inclusive, foi vencida posteriormente pelo Joinville. O título também deu uma vaga ao clube na Copa do Brasil.

## Participantes e regulamento
Em 26 de outubro de 2020, a Federação Catarinense de Futebol realizou o Conselho Técnico através de uma videoconferência, no qual foi decidido que Copa Santa Catarina de 2020 seria disputada em 2021 por causa da pandemia de COVID-19.
O regulamento foi semelhante ao da edição anterior, com uma fase inicial por pontos na qual os clubes se enfrentaram em turno único. Depois disso, a competição segue por duas fases eliminatórias. Na ocasião, o torneio foi disputado por seis equipes: Concórdia, Joinville, Juventus de Jaraguá, Marcílio Dias, NEC e Tubarão.

## Resumo
A competição começou em 13 de janeiro de 2021, com as vitórias de Concórdia e Joinville. No dia seguinte, Juventus de Jaraguá e Marcílio Dias empataram sem gols. Este último, inclusive, obteve uma sequência de quatro vitórias consecutivas, resultados que fizeram com que o clube terminasse a fase inicial invicto e na primeira colocação. Joinville, Juventus de Jaraguá e Concórdia ficaram com as demais vagas de classificação. Por outro lado, NEC e Tubarão foram eliminados.
As semifinais foram disputadas em um único jogo, realizados em 31 de janeiro de 2021. Em Itajaí, o Concórdia visitou o Marcílio Dias e eliminou o adversário de melhor campanha da competição. O gol da equipe visitante foi marcado por Gabriel Peres, logo no início da partida. Poucas horas depois, o Joinville obteve a última vaga na decisão após vencer o Juventus de Jaraguá pelo placar de 3–2.
Concórdia e Joinville protagonizaram a decisão desta edição da Copa Santa Catarina, uma final inédita na história da competição. O primeiro jogo foi realizado no estádio Domingos Machado de Lima, em Concórdia e terminou com uma vitória simples do mandante. Contudo, o Joinville devolveu o resultado no segundo jogo e venceu a disputa por pênaltis, conquistando o título do torneio e garantindo vagas na Copa do Brasil de 2021 e na Recopa Catarinense de 2021.

## Resultados
- Fonte: Federação Catarinense de Futebol

### Fase final
|  | Semifinais          | Semifinais      |   |           | Final | Final | Final | Final |
|  |                     |                 |   |           |       |       |       |       |
|  | Marcílio Dias       | 0               |   |           |       |       |       |       |
|  | Concórdia           | 1               |   |           |       |       |       |       |
|  | Concórdia           | 1               |   | Concórdia | 1     | 0     | 1 (3) |       |
|  |                     |                 |   | Concórdia | 1     | 0     | 1 (3) |       |
|  |                     | Joinville (pen) | 0 | 1         | 1 (5) |       |       |       |
|  | Joinville           | Joinville (pen) | 0 | 1         | 1 (5) | 3     |       |       |
|  | Joinville           |                 |   |           |       | 3     |       |       |
|  | Juventus de Jaraguá | 2               |   |           |       |       |       |       |